# Hutton Henry
Hutton Henry – wieś w Anglii, w hrabstwie Durham. Leży 17 km na południowy wschód od miasta Durham i 366 km na północ od Londynu.